# Missus Beastly
Missus Beastly was een Duitse underground- en jazzrockbandband.

## Geschiedenis
De band werd in 1968 als blues-georiënteerde band opgericht in Herford en ontwikkelde zich tot een van de Duitse psychedelische bands. In 1970 verscheen hun eerste, zelfgeproduceerde lp, waarbij ook Chris Karrer, Dieter Serfas en Hansi Fischer waren betrokken. Na uitgebreide tournees werd de band wegens financiële problemen ontbonden.
Eind 1973 herformeerde Lutz Oldemeier de band samen met Friedeman Josch (fluit), Jürgen Benz (saxofoon), Dieter Miekautsch (ex-Embryo, piano) en Norbert Dömling (basgitaar). Voor Venus/Nova nam de band in het navolgende jaar een gelijknamige lp op. Voor Lutz Oldemeier kwam Butze Fischer en voor Miekautsch kwam Burkard Schmidl (keyboards, componist) uit Würzburg. In 1976 richtte Missus Beastly samen met Ton Steine Scherben en Embryo de muzikantencoöperatie April op, waaruit de zelfbesturende distributie Schneeball ontstond.
De band speelde de lp Dr. Aftershave and the Mixed Pickles in. De bezetting veranderde voortdurend. De constanten waren Josch en Schmidl, van wie het grootste deel van de composities kwamen. In 1978 ontstond de lp Spaceguerilla. In de herfst van 1979 scheidden zich hun wegen. Schmidl speelde als trio met Marlon Klein (drums) en de nieuw bij de band gehaalde Norbert Dömling (basgitaar)  een poos verder onder het pseudoniem Dr. Aftershave, vanaf 1980 weer onder de naam Missus Beastly. In 1982 werd de band definitief ontbonden met als laatste bezetting Burkard Schmidl, Marlon Klein en Matthias Krüger.

## Discografie

### Albums
- 1969: Missus Beastly (Atzen Wehmeyer, Wolfgang Nickel, Petja Hofmann, Lutz Oldemeier)
- 1974: Missus Beastly (Jürgen Benz, Friedemann Josch, Dieter Miekautsch, Norbert Dömling, Lutz Oldemeier)
- 2012: SWF-Session 1974 (Jürgen Benz, Friedemann Josch, Dieter Miekautsch, Norbert Dömling, Lutz Oldemeier)
- 1974, 2005: Bremen 1974 (Jürgen Benz, Friedemann Josch, Eddy Marron, Norbert Dömling, Lutz Oldemeier)
- 1976: Dr. Aftershave and the Mixed Pickles (Jürgen Benz, Friedemann Josch, Burkard Schmidl, Norbert Dömling, Butze Fischer en als gasten Christian Burchard, Roman Bunka, Maria Archer, Raimund "Ömmes" Fuhrig, Wolli Thümler)
- 1978: Spaceguerilla (Friedemann Josch, Burkard Schmidl, Locko Richter, Jan Zelinka)